# Борджезе, Саль
Джузе́ппе Сальвато́ре Бордже́зе (итал. Giuseppe Salvatore Borgese), более известный как Саль Бордже́зе (Sal Borgese; род. 5 марта 1937, Рим) — итальянский киноактёр, каскадёр.

## Биография
Родился в южноитальянской области Калабрия. Благодаря своим акробатическим навыкам, начал работать каскадёром, и в скором времени приобрёл большую известность в профессиональной среде. Со временем режиссёры стали поручать Борджезе не просто исполнение трюков, но и небольшие роли — разумеется, связанные с исполнением трюков. Со временем роли становились всё больше, в них появлялись эпизоды, не связанные с его способностями в качестве каскадёра. В основном играл в спагетти-вестернах, детективах и приключенческих лентах. Обычно исполнял роли симпатичного негодяя или антагониста. Иногда указывался в титрах под псевдонимами, например, Марк Тревор (Mark Trevor).
Исполнил роли более чем в 130 фильмах.

## Избранная фильмография
- 1961 — Варавва
- 1963 — Ursus gladiatore ribelle
- 1964 — Ercole contro Roma
- 1965 — Вызов гладиатора
- 1965 — Спартак и 10 гладиаторов
- 1965 — Un dollaro bucato
- 1966 — Обратный отсчёт до Судного дня
- 1966 — Mille dollari sul nero
- 1969 — Битва за Эль-Аламейн
- 1969 — Пятеро в аду
- 1970 — Adiós, Sabata
- 1970 — Una nuvola di polvere… un grido di morte… arriva Sartana
- 1971 — Чёрный корсар
- 1971 — Пираты Зелёного острова
- 1971 — Мания величия
- 1972 — Si può fare… amigo
- 1973 — Lo chiamavano Tresette… giocava sempre col morto
- 1973 — L’onorata famiglia — Uccidere è cosa nostra
- 1976 — Il grande racket
- 1976 — Блеф
- 1978 — La banda del gobbo
- 1979 — Суббота, воскресенье и пятница
- 1980 — Суперполицейский
- 1981 — Маркиз дель Грилло
- 1981 — Найдёшь друга — найдёшь сокровище
- 1987 — Мошенники как и мы
- 1987 — Остров сокровищ (телесериал)
- 1988 — Ночь акул
- 1990 — Крёстный отец 3